# Malatesta di Giovanni Malatesta
Malatesta di Giovanni Malatesta (m. ca. 1417) va ser un noble italià de la família Malatesta.
Va ser fill de Giovanni di Tino i net de Gianciotto Malatesta. Segons Luigi Tonini, es conserven molts documents que l'esmenten, en actes d'establiment emfitèutic, d'arrendament o vendes, en solitari o en companyia dels seus germans. El 1392 se li va atorgar una peça de terra a Borgo San Giuliano. El 1398 va entrar a formar part del Consell Municipal de Rimini. El 1400 va intervenir a les noces de Giovanni di Ramberto. Es va casar en una data indeterminada amb Agnesina Faetani, amb la que va passar a viure a la contrada de Santo Andrea, d'acord amb el que desprèn de la documentació, i amb la qual va tenir dos fills, Guglielmo i Giovanna. Va quedar vidu i es va casar en segones núpcies amb Giovanna di Muzzolo Faetani, però vers 1417 ella és esmentada com a vídua, per tant, en aquella data Malatesta ja havia mort.